# Mistrovství světa v ledním hokeji do 18 let 2022 (Divize III)
Mistrovství světa v ledním hokeji do 18 let 2022 (Divize III) byl mezinárodní turnaj v ledním hokeji hráčů do 18 let, který pořádala Mezinárodní federace ledního hokeje. Turnaj Divize III A představuje šestou úroveň mistrovství světa IIHF do 18 let a turnaj Divize III B představuje sedmou úroveň mistrovství světa IIHF do 18 let.

## Skupina A
Turnaj se konal od 11. do 17. dubna 2022 v Istanbulu (Turecko).

### Účastníci
| Tým       | Kvalifikace                             |
| --------- | --------------------------------------- |
| Belgie    | 6. místo v Divizi II B 2019 a sestup    |
| Izrael    | 2. místo v Divizi III A 2019            |
| Island    | 3. místo v Divizi III A 2019            |
| Turecko   | Pořadatel, 4. místo v Divizi III A 2019 |
| Mexiko    | 5. místo v Divizi III A 2019            |
| Tchaj-wan | 1. místo v Divizi III B 2019 a postup   |

### Rozhodčí
| Hlavní                                     | Čároví |
| ------------------------------------------ | --- |
| Murat Cücü Ivan Nedeljković Ramon Sterkens | Yusuf Ceylan Alejandro García Taha Kavlakoğlu Jeroen Klijberg Stanislav Muhachev Ahmet Özden Marko Šaković |

### Tabulka
|  | Týmy postupující do skupiny B divize II |

| Poř. | Tým       | Z | V | VP | PP | P | GV | GI | +/- | B  |
| ---- | --------- | - | - | -- | -- | - | -- | -- | --- | -- |
| 1.   | Tchaj-wan | 5 | 4 | 0  | 0  | 1 | 24 | 11 | +13 | 12 |
| 2.   | Belgie    | 5 | 4 | 0  | 0  | 1 | 23 | 8  | +15 | 12 |
| 3.   | Island    | 5 | 4 | 0  | 0  | 1 | 18 | 12 | +6  | 12 |
| 4.   | Izrael    | 5 | 2 | 0  | 0  | 3 | 15 | 19 | -4  | 6  |
| 5.   | Mexiko    | 5 | 0 | 1  | 0  | 4 | 8  | 22 | -14 | 2  |
| 6.   | Turecko   | 5 | 0 | 0  | 1  | 4 | 8  | 24 | -16 | 1  |

### Zápasy
Všechny časy jsou místní (UTC+3).
| 11. dubna 2022 13:00 | Izrael | 4:3 (0:2, 4:0, 0:1) | Mexiko | Zeytinburnu Ice Rink, Istanbul Návštěvnost: 50 |  |

| 11. dubna 2022 16:30 | Island | 3:1 (2:0, 1:0, 0:1) | Belgie | Zeytinburnu Ice Rink, Istanbul Návštěvnost: 101 |  |

| 11. dubna 2022 20:30 | Tchaj-wan | 8:3 (3:1, 4:1, 1:1) | Turecko | Zeytinburnu Ice Rink, Istanbul Návštěvnost: 526 |  |

| 12. dubna 2022 13:00 | Izrael | 3:6 (0:2, 2:3, 1:1) | Island | Zeytinburnu Ice Rink, Istanbul Návštěvnost: 50 |  |

| 12. dubna 2022 16:30 | Mexiko | 0:4 (0:2, 0:1, 0:1) | Tchaj-wan | Zeytinburnu Ice Rink, Istanbul Návštěvnost: 82 |  |

| 12. dubna 2022 20:30 | Belgie | 5:0 (2:0, 2:0, 1:0) | Turecko | Zeytinburnu Ice Rink, Istanbul Návštěvnost: 461 |  |

| 14. dubna 2022 13:00 | Belgie | 9:1 (1:1, 2:0, 6:0) | Mexiko | Zeytinburnu Ice Rink, Istanbul Návštěvnost: 112 |  |

| 14. dubna 2022 16:30 | Izrael | 2:5 (1:1, 0:1, 1:3) | Tchaj-wan | Zeytinburnu Ice Rink, Istanbul Návštěvnost: 43 |  |

| 14. dubna 2022 20:30 | Island | 4:2 (2:0, 1:1, 1:1) | Turecko | Zeytinburnu Ice Rink, Istanbul Návštěvnost: 482 |  |

| 15. dubna 2022 13:00 | Tchaj-wan | 2:4 (0:3, 2:0, 0:1) | Belgie | Zeytinburnu Ice Rink, Istanbul Návštěvnost: 52 |  |

| 15. dubna 2022 16:30 | Mexiko | 1:3 (1:1, 0:1, 0:1) | Island | Zeytinburnu Ice Rink, Istanbul Návštěvnost: 77 |  |

| 15. dubna 2022 20:30 | Turecko | 1:4 (0:0, 0:2, 1:2) | Izrael | Zeytinburnu Ice Rink, Istanbul Návštěvnost: 725 |  |

| 17. dubna 2022 13:00 | Island | 2:5 (0:1, 0:1, 2:3) | Tchaj-wan | Zeytinburnu Ice Rink, Istanbul Návštěvnost: 75 |  |

| 17. dubna 2022 16:30 | Belgie | 4:2 (0:0, 0:1, 4:1) | Izrael | Zeytinburnu Ice Rink, Istanbul Návštěvnost: 81 |  |

| 17. dubna 2022 16:30 | Turecko | 2:3 po prodl. (0:0, 2:0, 0:2 - 0:1) | Mexiko | Zeytinburnu Ice Rink, Istanbul Návštěvnost: 1 025 |  |

## Skupina B
Turnaj se konal od 17. do 22. dubna 2022 v Sarajevu (Bosna a Hercegovina).

### Účastníci
| Tým                 | Kvalifikace                           |
| ------------------- | ------------------------------------- |
| Nový Zéland         | 6. místo v Divizi III A 2019 a sestup |
| Hongkong            | 2. místo v Divizi III B 2019          |
| JAR                 | 3. místo v Divizi III B 2019          |
| Lucembursko         | 4. místo v Divizi III B 2019          |
| Bosna a Hercegovina | Pořadatel, první účast na turnaji     |

### Rozhodčí
| Hlavní                 | Čároví                                         |
| ---------------------- | ---------------------------------------------- |
| Luděk Pilný Omar Piniè | Peter Jedlička Lukáš Rampír Chris van Grinsven |

### Tabulka
|  | Týmy postupující do skupiny A divize III |

| Poř. | Tým                 | Z | V | VP | PP | P | GV | GI | +/- | B  |
| ---- | ------------------- | - | - | -- | -- | - | -- | -- | --- | -- |
| 1.   | Bosna a Hercegovina | 4 | 4 | 0  | 0  | 0 | 37 | 15 | +22 | 12 |
| 2.   | Lucembursko         | 4 | 1 | 0  | 0  | 3 | 20 | 36 | -16 | 3  |
| 3.   | JAR                 | 4 | 1 | 0  | 0  | 3 | 21 | 27 | -6  | 3  |
| –    | Nový Zéland         | 0 | 0 | 0  | 0  | 0 | 0  | 0  | 0   | 0  |
| –    | Hongkong            | 0 | 0 | 0  | 0  | 0 | 0  | 0  | 0   | 0  |

 Nový Zéland odhlásil svůj tým kvůli pandemii covidu-19.
 Hongkong odhlásil svůj tým kvůli pandemii covidu-19.

### Zápasy
Všechny časy jsou místní (UTC+2).
| 17. dubna 2022 18:00 | JAR | 4:8 (1:2, 1:4, 2:2) | Bosna a Hercegovina | Zetra Olympic Hall, Sarajevo Návštěvnost: 855 |  |

| 18. dubna 2022 18:00 | Bosna a Hercegovina | 11:4 (5:1, 3:2, 3:1) | Lucembursko | Zetra Olympic Hall, Sarajevo Návštěvnost: 565 |  |

| 19. dubna 2022 18:00 | JAR | 7:4 (3:3, 3:0, 1:1) | Lucembursko | Zetra Olympic Hall, Sarajevo Návštěvnost: 125 |  |

| 20. dubna 2022 18:00 | Bosna a Hercegovina | 6:4 (5:0, 1:2, 0:2) | JAR | Zetra Olympic Hall, Sarajevo Návštěvnost: 600 |  |

| 21. dubna 2022 18:00 | Lucembursko | 3:12 (1:2, 0:5, 2:5) | Bosna a Hercegovina | Zetra Olympic Hall, Sarajevo Návštěvnost: 325 |  |

| 22. dubna 2022 18:00 | Lucembursko | 9:6 (2:3, 3:2, 4:1) | JAR | Zetra Olympic Hall, Sarajevo Návštěvnost: 155 |  |